# Élections législatives de 2022 au New Hampshire
Les élections législatives de 2022 au New Hampshire ont lieu le 8 novembre 2022 afin d'élire les 400 membres de la Chambre des représentants de l'État américain du New Hampshire.

## Système électoral
La Chambre des représentants du New Hampshire est la chambre basse de son parlement bicaméral. Elle est composée de 400 sièges pourvus pour deux ans au scrutin majoritaire à un tour dans 204 circonscriptions de 1 à 11 sièges. Le scrutin uninominal majoritaire à un tour est utilisé dans les circonscriptions d'un seul siège, et le Scrutin majoritaire plurinominal dans celles de plusieurs sièges. Dans ces dernières, les électeurs disposent d'autant de voix que de sièges à pourvoir, qu'ils répartissent aux candidats de leur choix à raison d'une voix par candidat. Après décompte des suffrages, les candidats ayant reçu le plus de voix sont élus à raison du nombre de sièges à pourvoir.
La Chambre des représentants du New Hampshire est de loin la plus grande en nombre de sièges aux États-Unis. La seconde, en Pennsylvanie, n'en comporte ainsi que 203. Avec 400 représentants, la chambre se classe même au quatrième rang mondial parmi les pays anglophones.

## Résultats
Une partie des électeurs disposant de plusieurs voix, le total de ces dernières est largement supérieur au nombre de votants. La comparaison entre les différents partis en termes de suffrages est également rendue peu significative.
| Partis                   | Partis                | Voix      | %     | +/- | Sièges | +/-           |
| ------------------------ | --------------------- | --------- | ----- | --- | ------ | ------------- |
|                          | Parti républicain (R) | 1 049 787 | 48.63 |     | 201    | 12            |
|                          | Parti démocrate (D)   | 1 097 393 | 50.84 |     | 199    | 12            |
|                          | Indépendants          | 9 026     | 0.42  |     | 0      |               |
|                          | Parti libertarien (L) | 323       | 0.01  |     | 0      |               |
|                          | Autres candidats      | 1 998     | 0.09  |     | 0      |               |
|                          |                       |           |       |     |        |               |
| Votes valides            | Votes valides         | 2 158 527 | 100   |     |        |               |
| Votes blancs et nuls     |                       |           |       |     |        |               |
| Total                    | Total                 |           | 100   | -   | 400    | en stagnation |
| Abstentions              |                       |           |       |     |        |               |
| Inscrits / participation |                       |           |       |     |        |               |